# Caroline O'Connor
Caroline O'Connor (Oldham, 2 settembre 1962) è un'attrice, ballerina e cantante britannica naturalizzata australiana, attiva in campo teatrale, televisivo e cinematografico.

## Biografia
Dopo essersi formata alla Royal Ballet School, Caroline O'Connor debutta sulle scene londinesi nel 1985 con il musical Is There Life After High School?, a cui seguono Cabaret (Londra, 1986), A Chorus Line (tour inglese, 1987; concerto per il ventesimo anniversario, 1996), Budgie (Londra, 1988), Chicago (Leicester, 1989), West Side Story (1992), Into the Woods (Library Theatre Production, 1993) e Follies (Brighton, 1993). Nel 1995 torna a Londra con il musical di Jerry Herman Mack and Mabel, con Howard McGillin e per la sua interpretazione nel ruolo di Mabel Normand viene candidata al Laurence Olivier Award alla migliore attrice in un musical. Dieci anni dopo verrà nuovamente candidata all'Olivier Award, questa volta alla migliore attrice per Bombshell.
Nel 1998 debutta a Melbourne con la prima produzione di Chicago coreografata da Ann Reinking: interpreta Velma Kelly, una parte che avrebbe interpretato anche a Broadway e nel tour australiano del musical nel 2009. Nel 2001 recita nel film di Baz Luhrmann Moulin Rouge!, nel ruolo della ballerina Nini "gambe-all'aria". Ha recitato anche in altri film, tra cui De-Lovely - Così facile da amare e Goliath.
Nel 2002 recita con Anthony Warlow nel tour australiano del musical Man of La Mancha e nel 2005 interpreta Judy Garland nella prima produzione di End of the Rainbow al Teatro dell'opera di Sydney, vincendo l'Helpmann Award alla miglior attrice. Nel 2011 interpreta Mrs. Lovett in Sweeney Todd al Théâtre du Châtelet, Phyllis in Follies a Chicago e nel 2012 è Rose in Gypsy a Leicester.
Nel 2012 torna a Broadway con il musical A Christmas Story, a cui segue il tour australiano di Anything Goes nel 2015 e Anastasia a Broadway nel 2017. Nel 2018 torna a recitare a Londra, nel revival del musical The Rink, mentre nel 2024 torna sulle scene parigine per interpretare la protagonista in Hello, Dolly! in scena al Lido.

## Filmografia parziale
- Moulin Rouge!, regia di Baz Luhrmann (2001)
- De-Lovely - Così facile da amare (De-Lovely), regia di Irwin Winkler (2004)

## Doppiatori italiani
- Tiziana Avarista in  Moulin Rouge!